# Ebbas stil
Ebbas stil: guiden till en glammigare garderob är en bok om mode och stil av Ebba von Sydow, som publicerades 2006. I boken ges handfasta moderåd men också information om olika kändisars stil. Ett kapitel ägnas åt den samtida statusaccessoaren handväskan. Illustrationer består dels av fotografier på Ebba von Sydow och andra kända personer, dels av akvareller av systern Amy von Sydow.
Bokens målgrupp är yngre kvinnor, vilka rekommenderas att undvika bland annat mycket korta kjolar och hög alkoholkonsumtion. Råden har lett till anklagelser om nymoralism, men har försvarats av von Sydow som uttryck för god smak och sunt förnuft.